# Mops congicus
Mops congicus é uma espécie de morcego da família Molossidae. Pode ser encontrada nos Camarões, República Democrática do Congo e Uganda.